# Rymy o starym marynarzu (poemat)

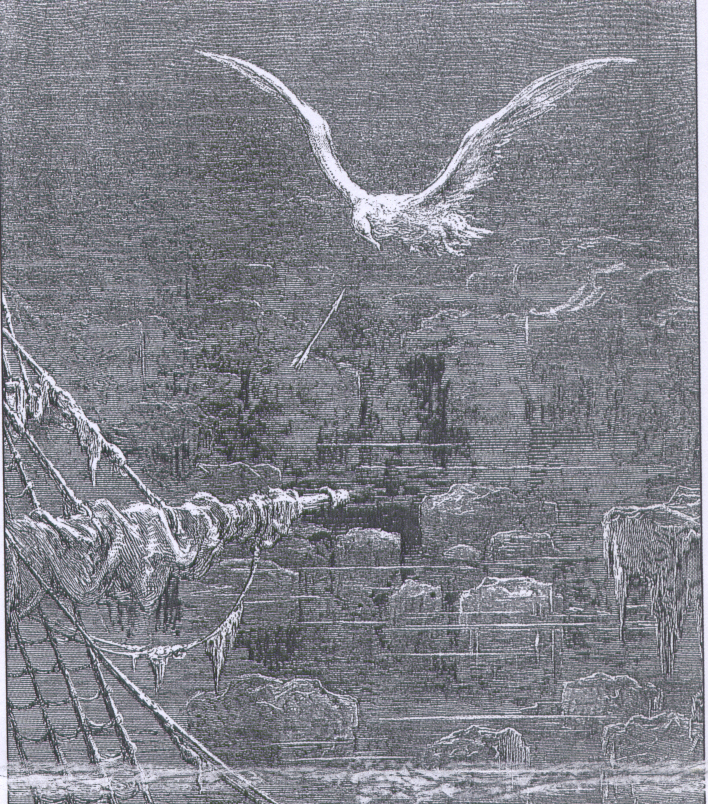
Ilustracja Gustave’a Doré do poematu Samuela Taylora Coleridge’a

Rymy o starym marynarzu (ang. The Rime of the Ancient Mariner) – poemat Samuela Taylora Coleridge’a, po raz pierwszy ogłoszony drukiem w 1798 roku w tomie „Ballady liryczne” (ang. Lyrical Ballads), będącym manifestem angielskiego romantyzmu, obok wierszy Williama Wordswortha.

## Charakterystyka ogólna
Utwór jest najdłuższym z ważnych dzieł Coledridge'a. Poemat ten to właściwie obszerna siedmioczęściowa ballada z gatunku opowieści niesamowitych, typowych dla epoki powieści gotyckiej.

## Forma
Poemat jest napisany zasadniczo wierszem jambicznym czterostopowym i trójstopowym, przy użyciu strof czterowersowych, pięciowersowych i sześciowersowych. Tekst jest gęsto rymowany i aliterowany. Najbardziej kunsztownym fragmentem jest zapewne następująca strofa:

The fair breeze blew, the white foam flew,
The furrow followed free:
We were the first that ever burst
Into that silent sea.

## Treść
Poemat jest zakomponowany na zasadzie opowieści ramowej. Tytułowy stary marynarz zatrzymuje młodego człowieka, idącego na wesele, i hipnotyzując niesamowitą siłą swojej woli, zmusza do wysłuchania długiej i strasznej opowieści o morskiej podróży. Młodzieniec dowiaduje się, że starzec popełnił zbrodnię, polegającą na zastrzeleniu albatrosa. Za ten czyn zostaje skazany na długą tułaczkę po morzach i oceanach. W końcu jednak zostaje uwolniony od przekleństwa. Mimo to straszne wspomnienia prześladują go na tyle, że czuje potrzebę opowiadania o swojej włóczędze. Młody człowiek, poznawszy losy żeglarza, rezygnuje z udziału w weselu, a na drugi dzień wstaje „smutniejszy, lecz mądrzejszy”.

## Przekłady
Poemat Coleridge’a przekładali na język polski Jan Kasprowicz, Stanisław Kryński i Zygmunt Kubiak. 
Analizę porównawczą przekładów przeprowadziła Marta Chodkiewicz. 

Wiatr dobry dmie, w pian srebrnej mgle
Swobodnie okręt płynie;
My z ludzi snać pierwsza tu brać
Na cichej tej głębinie.